# Coelogyne quadratiloba
Coelogyne quadratiloba är en orkidéart som beskrevs av François Gagnepain.
Coelogyne quadratiloba ingår i släktet Coelogyne och familjen orkidéer. Inga underarter finns listade i Catalogue of Life.